# Carex lagunensis
Carex lagunensis là một loài thực vật có hoa trong họ Cói. Loài này được M.E.Jones mô tả khoa học đầu tiên năm 1933.